# هيسايوكي ساتو
هيسايوكي ساتو (باليابانية: 佐藤 永志) (5 يوليو 1990 في تسوروكا في اليابان – )؛ هو لاعب كرة قدم كان يلعب كلاعب وسط.

## وصلات خارجية
- هيسايوكي ساتو على موقع قاعدة بيانات كرة القدم.إي يو (الإنجليزية)
- هيسايوكي ساتو على موقع Soccerway.com (الإنجليزية)
- هيسايوكي ساتو على موقع عالم كرة القدم.نت (الإنجليزية)